# Grimizna jela
Grimizna jela (lat. Abies amabilis), vrsta drveta, jela iz porodice borovki. Rasprostranjena je po sjevernoameričkoj pacifičkoj obali od Aljaske do sjeverozapadne Kalifornije, gdje je poznata kao pacifička srebrna jela. 
To je vazdazelena četinjača, fanerofit koji naraste od 30 do 45 metara visine, iznimno do 72 metra. Drvo joj je mekano pa se koristi za izradu papira i jeftinog građevnog drveta, i često kao ukrasna božična jelka.

## Vanjske poveznice
|  | Zajednički poslužitelj ima još gradiva o temi Abies amabilis |
|  | Wikivrste imaju podatke o taksonu Abies amabilis             |